# Amy Acuff
Amy Acuff (* 14. Juli 1975 in Port Arthur, Texas) ist eine ehemalige US-amerikanische Hochspringerin.

## Leben
Bei den Weltmeisterschaften 1995 in Göteborg wurde sie Achte, scheiterte jedoch bei den Olympischen Spielen 1996 in Atlanta und den Weltmeisterschaften 1997 in Athen in der Qualifikation.
1997 gewann sie Gold bei der Universiade, und bei den Weltmeisterschaften in Sevilla wurde sie Neunte. Bei den Olympischen Spielen 2000 in Sydney bedeutete erneut die Qualifikation das Aus, und bei den Weltmeisterschaften in Edmonton wurde sie Zehnte.
Beim Golden-League-Meeting 2003 in Zürich erzielte sie mit 2,01 m ihren persönlichen Rekord. Es folgten ein neunter Platz bei den Weltmeisterschaften in Paris/Saint-Denis, ein vierter bei den Olympischen Spielen 2004 in Athen, ein achter bei den Weltmeisterschaften 2005 in Helsinki und ein zwölfter bei den Weltmeisterschaften 2007.
Sie wurde sechsmal im Freien (1995, 1997, 2001, 2003, 2005, 2007) und fünfmal in der Halle (2001, 2004, 2007, 2008, 2009) US-Meisterin.
Amy Acuff hat bei einer Größe von 1,88 m ein Wettkampfgewicht von 66 kg. Sie schloss an der UCLA ein Studium der Biologie ab und ist bekannt für ihre Aktivitäten als Model, die sie unter anderem auf die Titelbilder von Esquire und Playboy brachten. Die Enkelin des Country-Sängers und -Produzenten Roy Acuff ist lizenzierte Akupunkteurin und seit 2004 mit dem Stabhochspringer Tye Harvey verheiratet.